# Lista dos pilotos da Luftwaffe condecorados com a Cruz de Cavaleiro da Cruz de Ferro com Folhas de Carvalho, Espadas e Diamantes

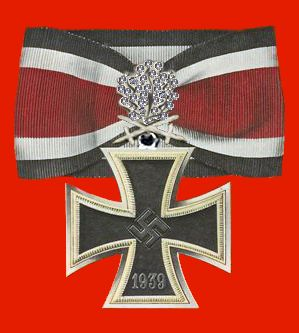
A Cruz de Cavaleiro da Cruz de Ferro com Folhas de Carvalho, Espadas e Diamantes

Esta é uma lista dos pilotos da Luftwaffe condecorados com a Cruz de Cavaleiro da Cruz de Ferro com Folhas de Carvalho, Espadas e Diamantes. A Cruz de Cavaleiro da Cruz de Ferro (em alemão: Ritterkreuz des Eisernen Kreuzes) e as suas variantes foram a condecoração militar mais alta do III Reich, e os militares condecorados foram divididos em graus. Durante a Segunda Guerra Mundial 14 tripulantes aéreos e 524 pilotos da Luftwaffe foram condecorados com a Cruz de Cavaleiro da Cruz de Ferro. Entre eles, apenas 9 foram condecorados com a Cruz de Cavaleiro da Cruz de Ferro com Folhas de Carvalho, Espadas e Diamantes.

## Evolução e criação
A Cruz de Cavaleiro da Cruz de Ferro e os seus graus foram criadas com base em quatro decretos distintos. O primeiro decreto Reichsgesetzblatt I S. 1573 de 1 de Setembro de 1939 instituiu a Cruz de Ferro, a Cruz de Cavaleiro e a Grande Cruz da Cruz de Ferro. O artigo 2º deste decreto estipulava que era obrigatório ter a condecoração do grau mais baixo antes de se poder receber qualquer grau mais elevado. À medida que a guerra progrediu, vários recebedores da Cruz de Cavaleiro da Cruz de Ferro foram distinguidos com o grau imediatamente acima, a Cruz de Cavaleiro da Cruz de Ferro com Folhas de Carvalho. As Folhas de Carvalho, como eram frequentemente citadas, tinham como base o decreto Reichsgesetzblatt I S. 849 de 3 de Junho de 1940. Em 1941, mais dois graus foram instituídos; o decreto Reichsgesetzblatt I S. 613 de 28 de Setembro de 1941 introduziu a Cruz de Cavaleiro da Cruz de Ferro com Folhas de Carvalho e Espadas e a Cruz de Cavaleiro da Cruz de Ferro com Folhas de Carvalho, Espadas e Diamantes. No final de 1944 um último grau, a Cruz de Cavaleiro da Cruz de Ferro com Folhas de Carvalho Douradas, Espadas e Diamantes foi criado, com base no decreto Reichsgesetzblatt 1945 I S. 11 de 29 de Dezembro de 1944.

## Condecorados
O Oberkommando der Wehrmacht manteve listas separadas dos condecorados, cada uma dela composta pelos militares de cada um dos ramos armados, o Heer, a Kriegsmarine e a Luftwaffe e ainda uma para a Waffen-SS. Dentro de cada uma destas listas um número sequencial único era atribuído a cada condecorado. O mesmo sistema de numeração era aplicado aos graus mais altos, havendo uma lista separada para cada grau. A Cruz de Cavaleiro da Cruz de Ferro com Folhas de Carvalho, Espadas e Diamantes teve como base o decreto Reichsgesetzblatt I S. 613 de 28 de Setembro de 1941, e foi criada para condecorar num grau acima aqueles que já haviam sido condecorados com Folhas de Carvalho e Espadas. No total, esta condecoração foi entregue a 27 militares alemães, sendo 9 deles pilotos da Luftwaffe:
| Número | Nome                     | Patente                 | Função/Unidade                                        | Data da Condecoração   | Imagem |
| ------ | ------------------------ | ----------------------- | ----------------------------------------------------- | ---------------------- | ------ |
| 1      | Werner Mölders           | Oberst                  | Geschwaderkommodore da Jagdgeschwader 51              | 15 de julho de 1941    |        |
| 2      | Adolf Galland            | Oberst                  | Geschwaderkommodore da Jagdgeschwader 26 "Schlageter" | 28 de janeiro de 1942  |        |
| 3      | Gordon Gollob            | Major                   | Geschwaderkommodore da Jagdgeschwader 77              | 30 de agosto de 1942   |        |
| 4      | Hans-Joachim Marseille   | Oberleutnant            | Staffelkapitän do 3./Jagdgeschwader 27                | 3 de setembro de 1942  |        |
| 5      | Hermann Graf             | Oberleutnant da Reserva | Staffelkapitän do 9./Jagdgeschwader 52                | 16 de setembro de 1942 |        |
| 8      | Walter Nowotny           | Hauptmann               | Gruppenkommandeur do I./Jagdgeschwader 54             | 19 de outubro de 1943  |        |
| 15     | Helmut Lent              | Oberstleutnant          | Geschwaderkommodore da Nachtjagdgeschwader 3          | 31 de julho de 1944    |        |
| 18     | Erich Hartmann           | Oberleutnant            | Staffelkapitän do 9./Jagdgeschwader 52                | 25 de agosto de 1944   |        |
| 21     | Heinz-Wolfgang Schnaufer | Hauptmann               | Gruppenkommandeur do IV./Nachtjagdgeschwader 1        | 16 de outubro de 1944  | —      |